# Echinorhynchidae
Echinorhynchidae is een familie in de taxonomische indeling van de haakwormen, ongewervelde en parasitaire wormen die meestal 1 tot 2 cm lang worden. Echinorhynchidae werd in 1879 beschreven door Cobbold.

## Taxonomie
De volgende taxa zijn bij de familie ingedeeld:
- Geslacht Neoacanthocephaloides Cable & Quick, 1954
- Onderfamilie Circinatechinorhynchinae Bhattacharya, 2007
  - Geslacht Circinatechinorhynchus Bhattacharya, 2007
- Onderfamilie Echinorhynchinae Cobbold, 1879
  - Geslacht Acanthocephalus Koelreuther, 1771
  - Geslacht Brasacanthus Thatcher, 2001
  - Geslacht Echinorhynchus Zoega in Müller, 1776
  - Geslacht Frilloechinorhynchus Bhattacharya, 2007
  - Geslacht Pilum Williams, 1976
  - Geslacht Pseudoacanthocephalus Petrochenko, 1958
  - Geslacht Solearhynchus de Buron & Maillard, 1985

- Onderfamilie Harpagorhynchinae Kvach & de Buron, 2019
  - Geslacht Harpagorhynchus Kvach & de Buron, 2019
- Onderfamilie Yamagutisentinae Golvan, 1969

## Synoniemen
- Echinorhynchoides Gupta & Naqvi, 1986 => Frilloechinorhynchus Bhattacharya, 2007
- Echinorynchus Zoega in Müller, 1776 => Echinorhynchus Zoega in Müller, 1776
- Metechinorhynchus Petrochenko, 1956 => Echinorhynchus Zoega in Müller, 1776
- Yamagutisentis Golvan, 1969 => Acanthocephaloides Meyer, 1932